# Ectrephes formicarum
Ectrephes formicarum is een keversoort uit de familie klopkevers (Ptinidae). De wetenschappelijke naam van de soort werd in 1866 gepubliceerd door Francis Polkinghorne Pascoe.